# Dzsibuti az 1988. évi nyári olimpiai játékokon
Dzsibuti a dél-koreai Szöulban megrendezett 1988. évi nyári olimpiai játékok egyik részt vevő nemzete volt. Az országot az olimpián 2 sportágban 6 sportoló képviselte, akik összesen 1 érmet szereztek. Dzsibuti első érmét szerezte az olimpiai játékok történetében.

## Érmesek
| Érem  | Versenyző   | Sportág  | Versenyszám   |
| ----- | ----------- | -------- | ------------- |
| Bronz | Ahmed Salah | Atlétika | Férfi maraton |

## Atlétika
Férfi
| Versenyző            | Versenyszám | Előfutam | Előfutam | Előfutam | Elődöntő | Elődöntő | Elődöntő | Döntő   | Döntő    |
| Versenyző            | Versenyszám | Idő      | Hely.    | Össz.    | Idő      | Hely.    | Össz.    | Idő     | Helyezés |
| -------------------- | ----------- | -------- | -------- | -------- | -------- | -------- | -------- | ------- | -------- |
| Hoche Yaya Aden      | 1500 m      | 3:51,56  | 12.      | 44.      | kiesett  | kiesett  | kiesett  | kiesett | kiesett  |
| Ismael Hassan        | 5000 m      | 14:45,40 | 14.      | 46.      | kiesett  | kiesett  | kiesett  | kiesett | kiesett  |
| Talal Omar Abdillahi | 10 000 m    | 30:08,53 | 18.      | 35.      |          |          |          | kiesett | kiesett  |
| Ahmed Salah          | Maraton     |          |          |          |          |          |          | 2:10:59 |          |
| Omar Moussa          | Maraton     |          |          |          |          |          |          | 2:25:25 | 49.      |

## Vitorlázás
Férfi
| Versenyző       | Versenyszám | Futam | Futam | Futam | Futam | Futam   | Futam | Futam  | Pontszám | Helyezés |
| Versenyző       | Versenyszám | 1     | 2     | 3     | 4     | 5       | 6     | 7      | Pontszám | Helyezés |
| --------------- | ----------- | ----- | ----- | ----- | ----- | ------- | ----- | ------ | -------- | -------- |
| Robleh Ali Adou | Divízió II  | 44,0  | 37,0  | 38,0  | 43,0  | (52,0*) | 41,0  | 52,0** | 255,0    | 40.      |

* - kizárták (korai rajt)

** - nem ért célba